# Dinastia Piast

Reconstituire a blazonului dinastiei Piast

Dinastia Piast sau a Piaștilor a fost prima dinastie care a condus Polonia. A fost întemeiată de semi-legendarul Piast Rotarul sau Piast Oracz. Primul domnitor istoric a fost Prințul Mieszko I (secolul al X-lea). Conducerea Poloniei de către această dinastie regală s-a încheiat în 1370 odată cu moartea regelui Cazimir cel Mare. Ramuri ale dinastiei Piast au continuat să conducă în Ducatul Mazovia până în 1526 și în ducatele din Silezia, din 1370, până la moartea ultimului reprezentant al dinastiei Piast din Silezia, în 1675. Membri ai familiei Piast s-au căsătorit cu membri ai mai multor familii nobiliare din Europa, având de asemenea și numeroase titluri, unele în cadrul Sfântului Imperiu Roman.

## Originea numelui
La început, ducii și regii Poloniei se considerau descendenți ai semi-legendarului Piast  Kołodziej, menționat pentru prima dată în Cronicae et gesta ducum sive principum Polonorum („Cronicile și faptele ducilor și prinților polonezi”) scrisă în 1113 de Gallus Anonymus. Termenul de Dinastia Piast nu a fost aplicat până în secolul al XVII-lea, fiind introdus de istoricul polonez Adam Naruszewicz.

## Istoria
Primul membru al familiei Piast este posibil să fi fost un membru din tribul Polan, apărut în jurul anului 940, în Polonia Mare, la cetatea Giecy. La scurt timp după aceea, aceștia și-au mutat reședința în Gniezno, unde Prințul Mieszko I a domnit peste Civitas Schinesghe începând din anul 960. Dinastia Piast a domnit temporar peste regiunile Pomerania, Boemia și Luzacia, precum și în Rutenia și în regiunea maghiară Spiš aflată în Slovacia de astăzi. Domnitorul a purtat titlul de duce sau rege, în funcție de poziția lor de putere. 

### Mieszko I; adoptarea creștinismului (960–992)

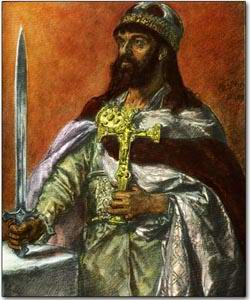
Mieszko I al Poloniei, primul conducător creștin al Poloniei. Prezentat de Jan Matejko ca ținând un crucifix în mâini ca o aluzie la Botezarea Poloniei

Tribul Polan a dat naștere statului polonez în prima parte a secolului al X-lea, când Polanii s-au așezat în zonele de câmpie din jurul cetăților în curs de dezvoltare din Giecz, Poznań, Gniezno și Ostrów Lednicki. Refacerea accelerată a vechilor așezări tribale,  construcția unor cetăți noi și masive și expansiunea teritorială a avut loc în perioada 920 - 950. Procesul a continuat și statul polonez s-a dezvoltat în a doua jumătate a secolului. Protrivit cronicarului Gallus Anonymus, Polanii erau conduși de dinastia Piast. În sursele existente, Conducătorul Mieszko I Piast a fost menționat pentru prima dată de către Widukind de Corvey  în Res, o cronică a secolului al X-lea din Germania. Widukind a relatat că forțele lui Mieszko au fost învinse de două ori în 963 de către triburile Veleti care acționau în colaborare cu saxonul aflat în exil, Wichmann cel Tânăr. Sub conducerea lui Mieszko (960 - 922) tribul a acceptat creștinismul și a devenit stat polonez. 
Viabilitatea statului în curs de dezvoltare a fost asigurat de extinderea teritorială persistentă al primilor conducători Piast. Începând cu o suprafață foarte mică în jurul Gniezno, extinderea Piast a durat în cea mai mare parte a secolului al X-lea, transformându-se într-un teritoriu aproape la fel de mare ca Polonia de astăzi. Tribul Polan a cucerit și s-a unit cu alte triburi slave și a format o federație tribală, iar mai târziu, un stat centralizat. După adăugarea Poloniei Mici, regiunea Vistulans și Silezia (ambele luate de Mieszko de la Cehi în timpul ultimei părți a secolului al X-lea), statul lui Mieszko a ajuns la forma sa matură, incluzând principalele regiuni considerate etnic poloneze.
Terenurile Piaștilor erau în jur de 250.000 de km2 cu o populație de aproximativ un milion.
Fiind inițial un păgân, Mieszko I a fost primul domnitor al tribului Polan care a s-a unit cu alte triburi. O prezentare detaliată asupra aspectelor domniei lui Mieszko a fost scrisă de Ibrahim ibn Ya`qûb, un călător evreu, conform căruia Mieszko a fost unul dintre cei patru regi slavi care s-au stabilit în Europa Centrală și de Sud în anul 960. În 965, Mieszko, care se aliase cu Boleslav I al Boemiei, Duce de Boemia, s-a căsătorit cu fiica ducelui, Doubravka, o prințesă creștină. Convertirea lui Mieszko la creștinism a avut loc pe 14 aprilie 966 și este considerată a fi evenimentul fondator al statului polonez. În urma victoriei din 967 asupra Velunzianilor, conduși de Wichmann, a fost numit primul episcop misionar. 
Statul lui Mieszko avea o relație politică complexă cu Sfântul Imperiu Roman, Mieszko fiind prieten, aliat și vasal al lui Otto I, plătindu-i tribut pentru partea de vest a teritoriilor sale. Acesta a purtat războaie cu slavii Polabian din Saxonia Răsăriteană (Gero în 963-964 și Horo în 972) și cu cehii. Victoriile asupra lui Horo și Wichmann i-au permis lui Mieszko să-și extindă posesiunile sale din Pomerania de vest în imediata apropiere a râului Oder. După moartea lui Otto I, și apoi după moartea lui Otto II, Mieszko l-a sprijinit pe Henric al II-lea de Bavaria, un pretendent la coroana imperială. După moartea lui Dobrawa, Mieszko s-a căsătorit cu o fată de origine germană, Oda con  Haldensleben, fiica lui Dietrich, Margraf al Marșului de Nord. Când s-a luptat cu cehii în 990, Mieszko a fost ajutat de Sfântul Imperiu Roman. În jurul anului 990, când Mieszko I și-a prezentat oficial țara sa Sfântului Scaun, a transformat Polonia într-una din cele mai puternice puteri din Europa Centrală și de Est.  

### Boleslav I; provincia bisericii, cuceriri, Regatul Poloniei (992-1025)

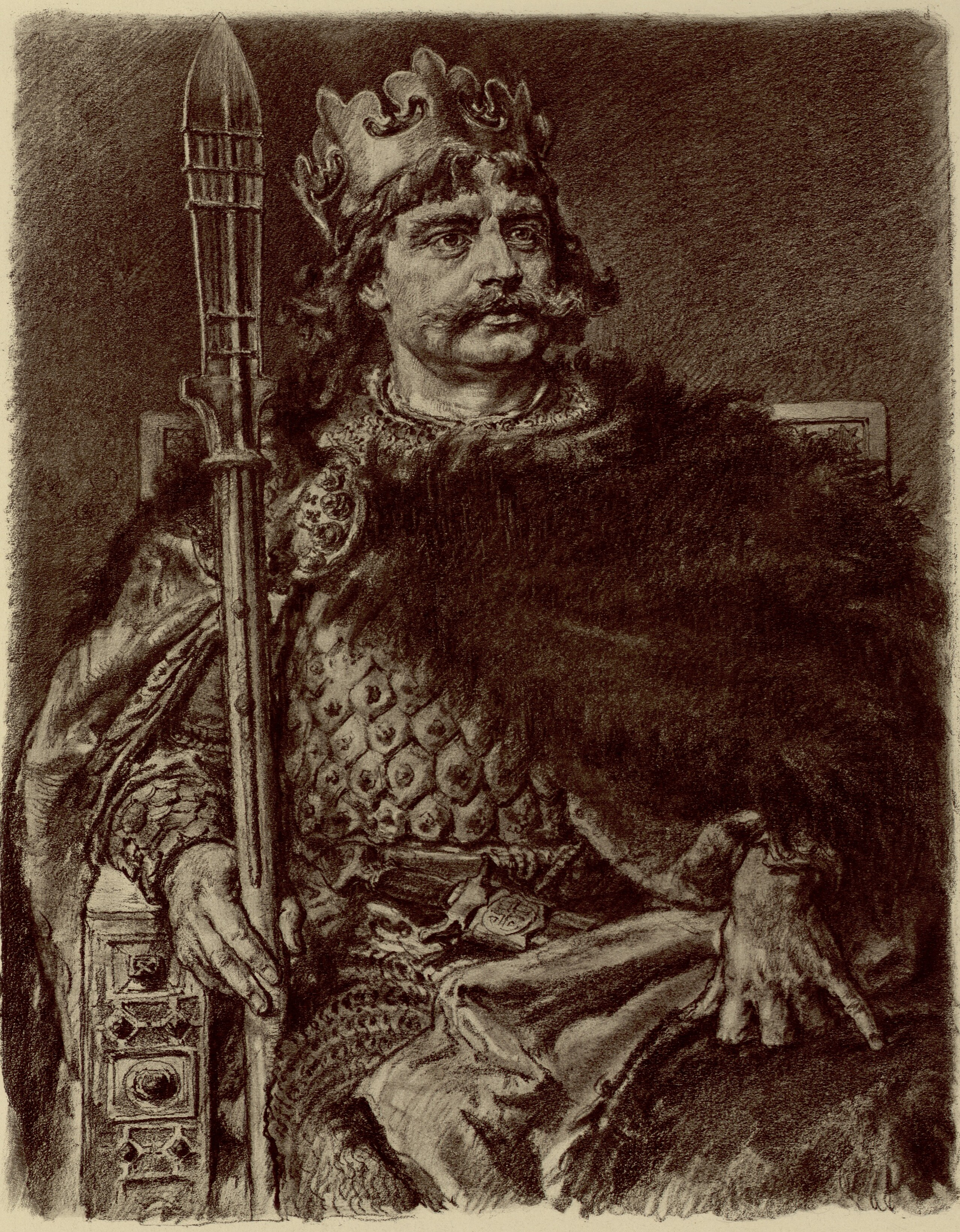
Bolesław I Chrobry așa cum a fost imaginat de Jan Matejko

În anul 992, Mieszko I a murit. Contrar intenției primului domnitor al Poloniei, când soția lui Mieszko, Osa, împreună cu fiii săi minori au pierdut lupta pentru putere, Boleslav, fiul cel mai mare a lui Mieszko, a devenit singurul domnitor al Poloniei. Un om cu o ambiție mare și cu o personalitate puternică, Boleslav s-a angajat să extindă teritoriile spre vest (regiunea Luzacia), spre sud și spre est. Campaniile câștigate s-au dovedit a fi doar o importanță trecătoare care a tensionat resursele tinerei națiuni. Boleslav a pierdut importantul punct economic Pomerania Posterioară, împreună cu noua sa episcopie din Kołobrzeg; regiunea fusese anterior cucerită cu mare efort de Mieszko.

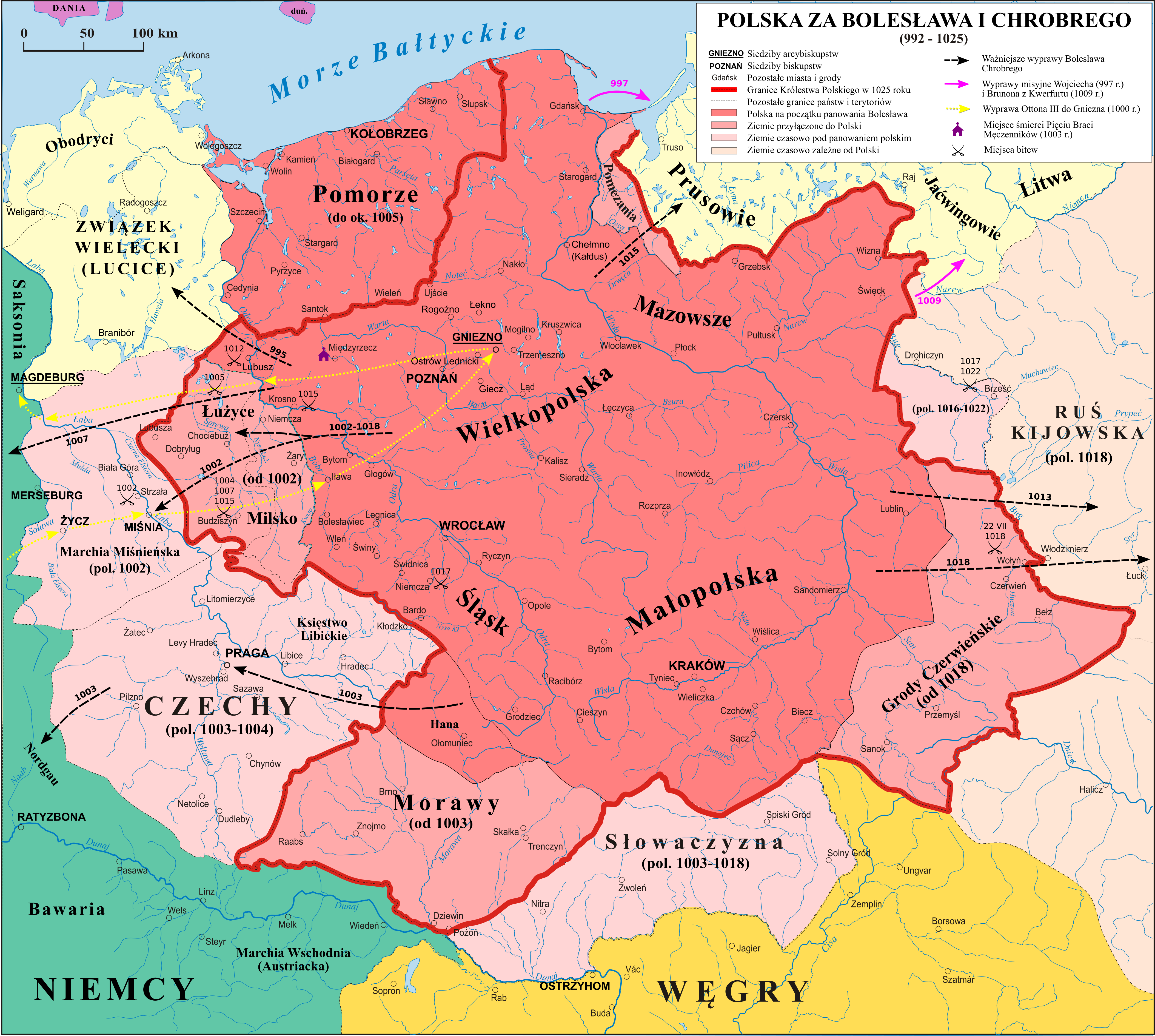
Polonia la sfârșitul domniei lui Boleslav I.

Boleslav Chrobry (a domnit între 992 și 1025) și-a început domnia lăsată moștenire de tatăl său, continuând politica de alianță cu Sfântul Imperiu Roman. Boleslav l-a primit și l-a ajutat pe Wojciech din familia Slavnik, un episcop ceh bine conectat în exil și un misionar care a fost ucis în 997, în timpul unei misiuni în Prusia. Boleslav a profitat cu pricepere de moartea lui Wojciech: chinurile lui Wojciech a oferit Poloniei un patron sfânt, St. Adalbert, și a dus la crearea unei provincii poloneze independentă a Bisericii cu un arhiepiscop în Gniezno. În anul 1000, tânărul Împărat Otto al II-lea a venit ca pelerin să viziteze mormântul St. Adalbert și i-a acordat sprijinul său lui Boleslav în timpul Congresului de la Gniezno; Arhiepiscopia Gniezno și alte câteva dioceze subordonate au fost stabilite cu aceasta ocazie. Provincia ecleziastică poloneză a servit, în mod eficient, ca o speranță esențială și ca instituție care să apere proprietățile Piaștilor, ajutându-l să supraviețuiască în secolele problematice ce aveau să vină. 
Otto a murit în 1002 și relația lui Boleslav cu succesorul Imperiului Roman, Henric al II-lea s-a dovedit a fi mult mai dificilă, rezultând într-un șir de războaie (1002–1005, 1007–1013, 1015–1018). Din 1003-1004, Boleslav a intervenit cu armata în conflictele dinastice ale cehilor. După ce forțele sale au fost scoase din Boemia în 1018, Boleslav a păstrat Moravia. În 1013, a avut loc căsătoria dintre fiul său, Mieszko și Richeza de Lotharingia, nepoata împăratului Otto al III-lea și mama lui Cazimir I Restauratorul. Conflictul cu Germania, s-a încheiat în 1018 cu Pacea de la Bautzen, în condiții avantajoase pentru Boleslav. În 1018, în timpul expansiunii Kievului, Boleslav a preluat partea de vest a Ruteniei Roșie. În 1025, la scurt timp după moartea sa, Boleslav I cel Viteaz a reușit în cele din urmă să obțină permisiunea papală de a se încorona, și astfel a devenit primul Rege al Poloniei.

### Mieszko al II-lea; prăbușirea domniei (1025–1039)

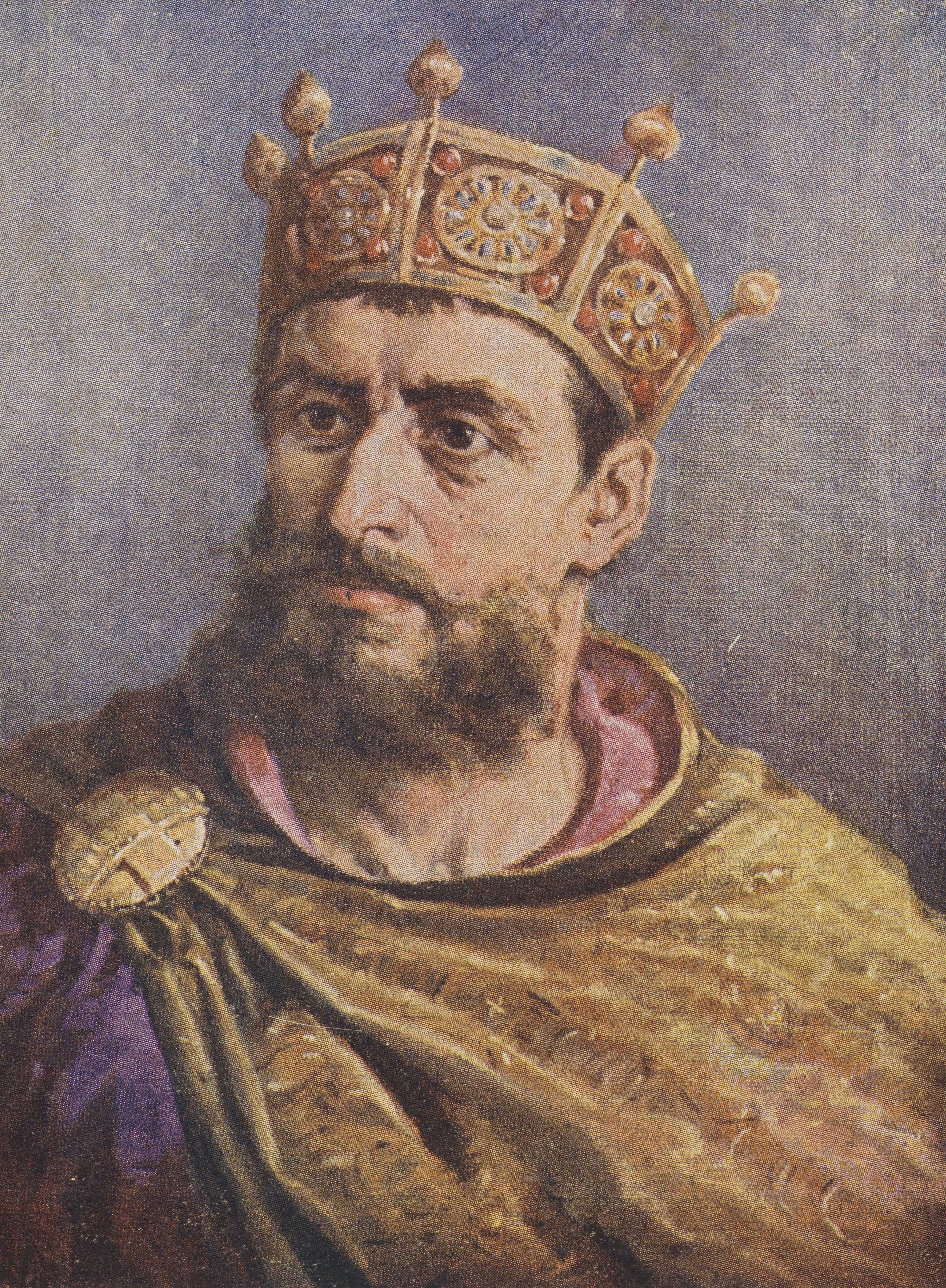
Regele Mieszko al II-lea Lambert

Regele Mieszko al II-lea (990-1034) a încercat să continue politicile tatălui său, folosind împărăția lui Boleslav ca o mare putere intervenționistă. Acțiunile lui Mieszko au consolidat vechile resentimente și ostilități din partea vecinilor din Polonia, iar cei doi frați deposedați au profitat de asta, aranjând invazii germane și ruse în 1031. Mieszko fusese învins și forțat să părăsească țara. Mai târziu, frații săi, Bezprym și Otto, au fost uciși de Mieszko, care se recuperase parțial. Prima monarhie Piast s-a prăbușit odată cu moartea lui Mieszko în 1034. Lipsită de un guvern, Polonia a fost devastată de o revoltă anti-feudală și păgână, iar în 1039, de către forțele conduse de Bretislaus I al Boemiei. Țara a suferit pierderi teritoriale, iar modul de funcționare a Arhidiecezei Gniezno fusese tulburat.

### Restaurarea sub Cazimir I (1039–1058)

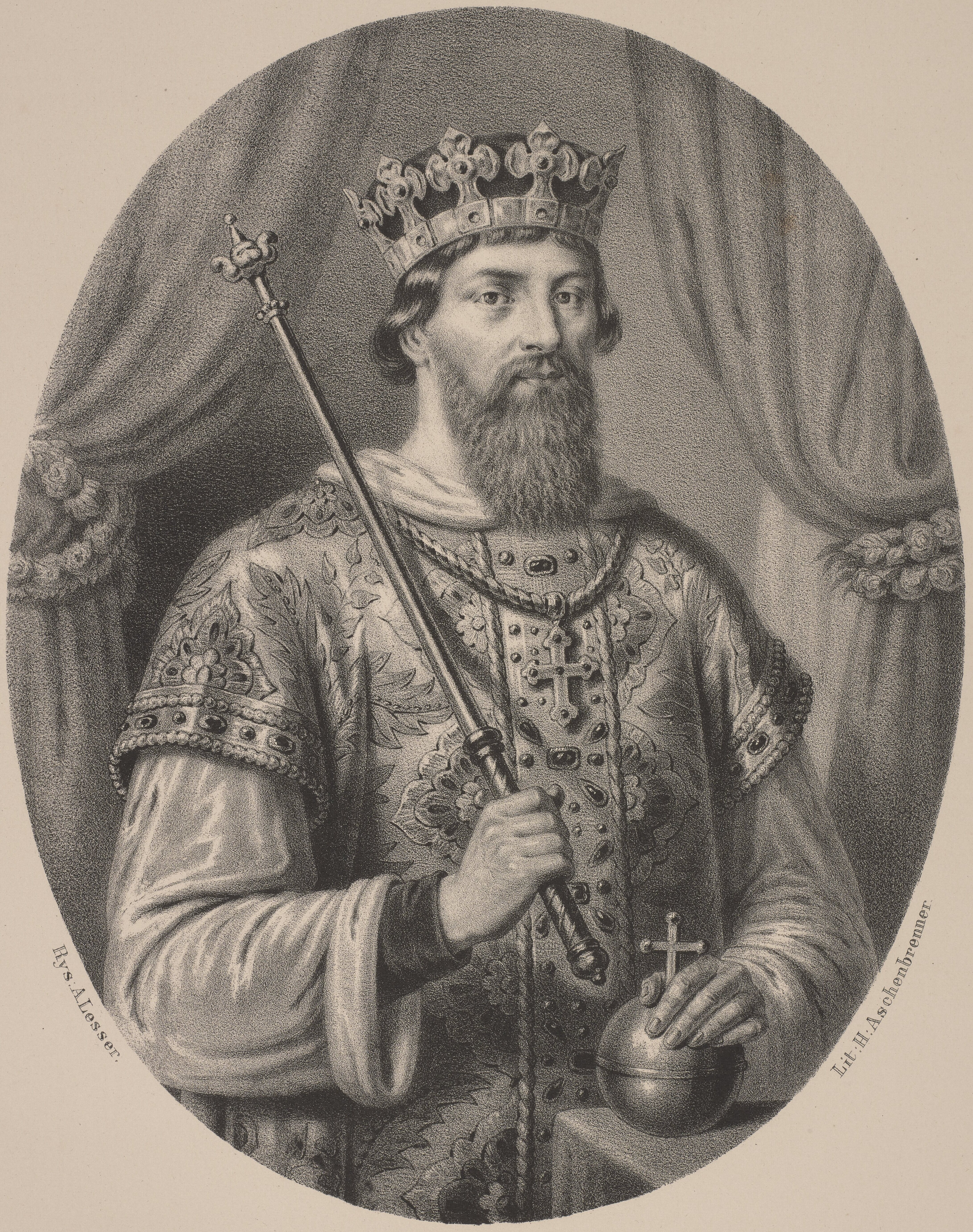
Cazimir Restauratorul

Națiunea s-a refăcut sub domnia fiului lui Mieszko, Ducele Cazimir (1016-1058), cunoscut ca Restauratorul. După întoarcerea sa din exil în 1039, Cazimir a reconstruit monarhia poloneză și integritatea teritorială a țării, prin mai multe campanii militare: în 1047, Mazovia a fost recuperată de la Miecław iar în 1050, Silezia a fost recuperată de la Cehi. Cazimir a fost ajutat de oponenții din Polonia, Sfântul Imperiu Roman și Rusia Kieveană, ambele puteri cărora nu le plăceau haosul din Polonia. Cazimir a introdus o formă mai matură a feudalismului și a ușurat povara de finanțare a unităților militare de mari dimensiuni din trezoreria ducelui, amplasând războinicii lui pe moșiile feudale. Confruntându-se cu distrugerea Poloniei Mari, după expediția Cehă, Cazimir a mutat curtea sa la Cracovia, înlocuind vechile capitale Piast din Poznań și Gniezno; Cracovia a funcționat ca și capitală a națiunii pentru mai multe secole.

### Boleslav al II-lea; conflictul cu Episcopul Stanislav (1058–1079)
Fiul lui Cazimir, Boleslav al II-lea cel Crud (a domnit între 1059 și 1079), a dezvoltat puterea militară poloneză și a purtat multe campanii de extindere între 1058 și 1077. Ca un susținător activ al părții papale care se afla în conflict cu Împăratul german, Boleslav s-a încoronat rege în anul 1076, cu binecuvântarea papei Grigore al VII-lea. În 1079 a existat o conspirație anti-Boleslav sau un conflict, care l-a implicat pe episcopul de Cracovia. Boleslav a poruncit executarea episcopului Stanislav de Szczepanów. Ulterior Boleslav a fost forțat să abdice de la tronul polonez, din cauza presiunii Bisericii Catolice și a grupului pro-imperial al nobilimii. Stanislav avea să devină al doilea martir și sfânt al Poloniei, canonizat în anul 1253.

### Vladislav I Herman (1079-1102)
După exilul lui Boleslav, țara se afla sub conducerea instabilă a fratelui său mai mic, Vladislav I Herman (a domnit între 1079 și 1102). Vladislav a fost puternic dependent de Palatinul Sieciech. Când cei doi fii ai lui Vladislav, Zbigniew și Boleslav, l-au forțat în cele din urmă pe Vladislav să-l elimine pe protejatul său, iar Polonia a fost împărțită între cei trei. După moartea tatălui lor, Polonia a fost împărțită între cei doi frați.

### Boleslav al III-lea (1102-1138)

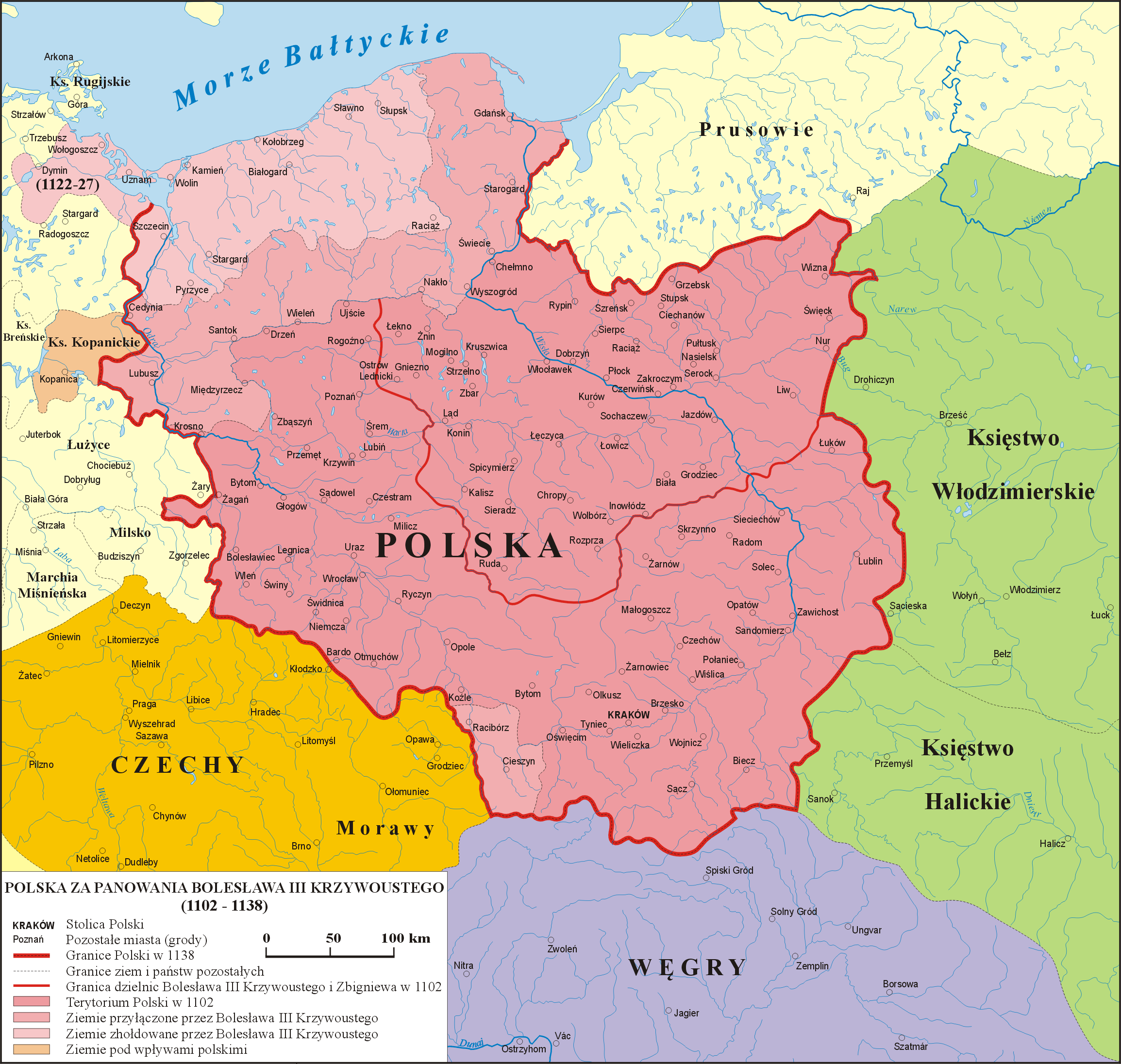
Polonia în timpul domniei lui Boleslav al III-lea Gură Strâmbă

După o luptă pentru putere, Boleslav al III-lea Gură Strâmbă a devenit Duce de Polonia, prin înfrângerea fratelui său vitreg, în 1106-1107. Zbigniew a fost nevoit să plece din țară, însă a primit sprijin de la Împăratul Henric al V-lea, care a atacat Polonia în 1109. Boleslav a fost capabil să-și apere țara, datorită abilităților armatei sale și datorită mobilizării naționale. Zbigniew fusese eliminat. Altă realizare majoră a lui Boleslav a fost cucerirea tuturor teritoriilor Pomeraniei, o sarcină începută de tatăl său și completată de Boleslav, în jurul anului 1123. Szczecin a fost cucerit după lupte sângeroase, iar Pomerania de Vest până la Rügen, cu excepția părții de sud, a devenit proprietatea lui Boleslav, fiind condusă pe plan local de către Vladislav I, primul duce a dinastiei Griffin.

### Fragmentarea țării (1138 – 1314)
Înainte de a muri, Boleslav al III-lea a împărțit țara între cei patru fii ai săi. A făcut aranjamente complete, destinate să prevină războiul fratricid și pentru a păstra unitatea oficială a statului polonez. Însă, după moartea lui Boleslav, planul său a eșuat, pornind o lungă perioadă de fragmentare a țării. Timp de aproape două secole, membrii familiei Piast s-au certat unul cu celălalt (clerul, nobilimea) pentru a prelua conducerea regatului divizat. Stabilitatea sistemului se presupunea că trebuie asigurată de către Ducele sau Marele Duce al Poloniei, cu sediul în Cracovia, alocând provincia specială Senioratului care nu a fost divizat. În urma conceptului, Boleslav împărțise țara în cinci principate: Silezia, Polonia Mare, Masovia, Sandomierz și Cracovia. Primele patru provincii au fost date fiilor săi, care au devenit conducători independenți. A cincea provincie, Cracovia, trebuia să fie predată prinților, precum Marele Duce de Cracovia, care era reprezentantul întregii țări. Acest principiu s-a stricat odată cu generația fiilor lui Boleslav al III-lea, atunci când Vladislav al II-lea Exilatul, Boleslav al IV-lea cel Creț, Mieszko al III-lea cel Bătrân și Cazimir al II-lea cel Drept s-au luptat pentru putere și teritorii în Polonia, și în special pentru tronul din Cracovia.
Frontierele externe lăsate de Boleslav al III-lea la moartea sa, semănau foarte mult cu cele lăsate de Mieszko I; această configurație inițială a monarhiei Piast nu a supraviețuit perioadei de fragmentare.

## Secolul al XIII-lea

### Stat și societate; colonizarea Poloniei de către germani

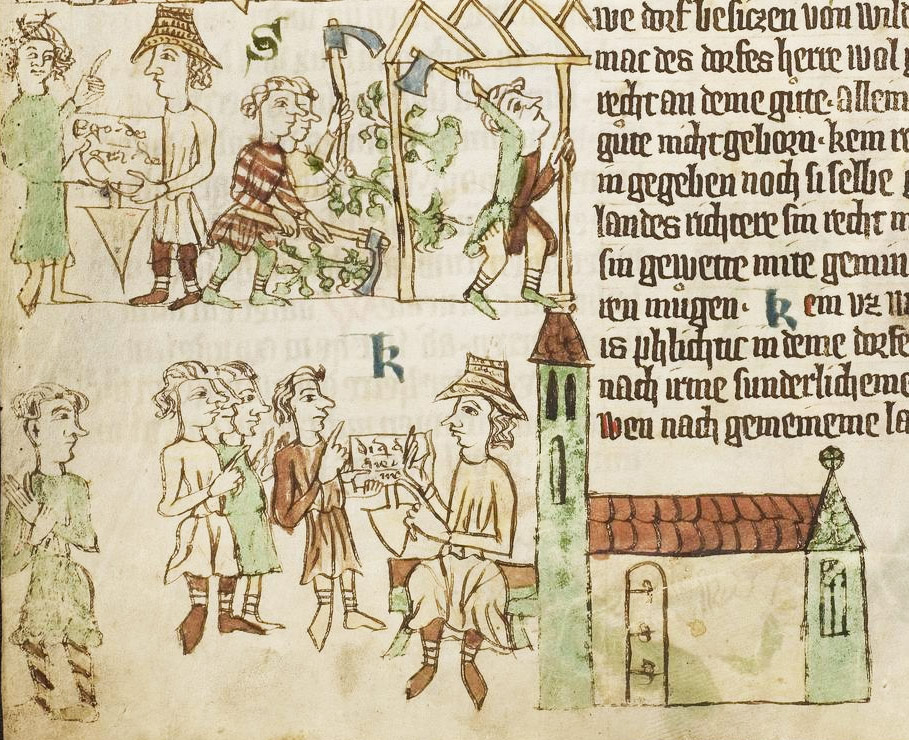
Ostsiedlung sau așezământul German din Vest

Secolul al XIII-lea a adus schimbări fundamentale în structura societății poloneze și în sistemul politic. Din cauza fragmentării și a conflictelor interne constante, Ducii Piast se aflau în imposibilitatea de a stabiliza frontierele externe ale Poloniei. Pomerania de Vest a rupt legăturile sale politice cu Polonia, în a doua jumătate a secolului al XII-lea și din 1231 a devenit feudă al Margrafiatul Brandenburg, care în anul 1307 și-a extins posesiunile mai departe de Pomerania, spre est, preluând zonele Sławno și Słupsk. Pomerelia sau Gdańsk Pomerania a devenit independentă față de Ducii polonezi din anul 1227. La mijlocul secolului al XIII-lea, Boleslav al II-lea a acordat regiunea Lubusz Margrafilor, ceea ce a făcut posibilă crearea Neumark-ului și a atins consecințe negative asupra integrității graniței de vest. În sud-est, Leszek a fost în imposibilitatea de a păstra supremația Ploniei în zona Halych a Rusiei Kievene. 
Statutul social devenea din ce în ce mai bazat pe bunuri financiare feudale. Acestea includeau terenurile controlate de prinții Piast, rivalii lor care dețineau terenuri și entități precum biserici, până la clasa cavalerilor; munca varia de la oameni liberi, iobagi și sclavi (achiziționați sau deținuți de război). Statul superior de feudali, în primul rând Biserica, au putut să dobândească imunitatea economică și juridică, care îi scutea de la obligațiile economice (impozitarea). Conflictele civile și invaziile străine, cum ar fi invaziile mongole din 1240-1241, 1259-1260 și 1287-1288, au slăbit și depopulat mai multe  principate poloneze, în timp ce țara devenea din ce în ce mai divizată. Depopularea și creșterea cererii de forță de muncă în economie, a cauzat o imigrație masivă de țărani din Europa de Vest, cea mai mare parte fiind coloniști germani. Germania, Polonia și alte așezări rurale noi au fost o formă de încheiere feudală cu imunitatea iar legile orașelor germane erau folosite deseori ca baze juridice. Imigranții germani erau, de asemenea, importanți în creșterea orașelor și în stabilirea clasei burghezilor polonezi; au adus cu ei legile din Europa de Vest și obiceiuri pe care polonezii le-au adoptat. Din acel moment, germanii, care au creat așezăminte puternice, în special în centrele urbane din Silezia și alte regiuni din vestul Poloniei, deveneau o minoritate mai influentă în Polonia. 
În 1228, Actele de la Cienia erau adoptate și semnate de Vladislav al III-lea Laskonogi. Ducele Poloniei a promis să ofere o lege pură și nobilă conform episcopilor și baronilor. Perioada de fragmentare a slăbit conducătorii și a stabilit o tendință permanentă în istoria poloneză, prin care drepturile și rolul nobilimii au fost extinse pe cheltuiala monarhului. 

### Cavalerii teutoni
În 1226, Konrad I de Masovia a invitat Cavalerii Teutoni pentru a-l ajuta să lupte cu păgânii din Prusia Baltică, care au trăit în teritoriile adiacente terenurilor sale; după războiul de frontieră, provincia lui Konrad a suferit în urma invaziilor prusace. Pe de altă parte, prusacii vechi au fost supuși spre creștinare (s-au purtat cruciade de către papalitate) însă eforturile au fost ineficiente. Ordinul teutonic a depășit repede autoritatea și s-a mutat dincolo de zona acordată de Kondrad (Chełmno sau Kulmerland). 
În următoarele decenii, au cucerit zone mari de-a lungul coastei Mării Baltice și și-au stabilit statul lor monahal. Toți păgânii din zona occidentală s-au convertit sau au fost exterminați. Războaiele teutonilor cu Polonia și Lituania au continuat în secolele XIV și XV. Statul teuton din Prusia, populat de așezămintele germane în secolul al XIII-lea, a fost revendicat de feudali și protejat de către papi și Împărații Romani.

### Tentative de reunificare; Przemysl al II-lea, Venceslav al II-lea (1232-1305)

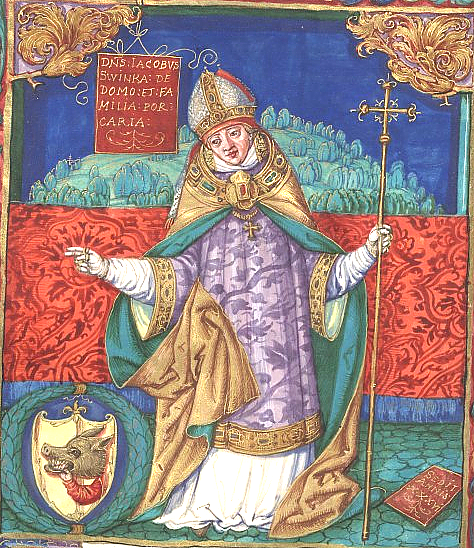
Arhiepiscopul Jakub Świnka

Dezavantajele Diviziunii Naționale deveneau din ce în ce mai evidente în diferitele segmente ale societății, iar unii duci din Dinastia Piast făceau eforturi serioase pentru a reunifica statul polonez. Cele mai importante încercări anterioare au fost activitățile ducilor de Silezia, Henric I cel Bărbos, fiul său, Henric al II-ea cel Pios, care a fost ucis în 1241 în timpul luptei cu mongolii în Bătălia de la Legnica, și Henric al IV-lea cel Drept. În 1295, Przemysl al II-lea a devenit rege al Poloniei, însă conducea doar peste o parte a teritoriului Poloniei și a fost asasinat la puțin timp după încoronare. O unificare mai extinsă a teritoriilor din Polonia a fost realizată de către un conducător străin, Venceslau al II-lea al Boemiei, din Dinastia Přemyslid, care s-a căsătorit cu fiica lui Przemysl și a devenit rege al Poloniei în 1300. Politicile grele ale lui Venceslau au cauzat pierderea oricărui suport pe care îl avusese mai devreme, în timpul domniei sale; a murit în 1305.
Un factor important în procesul de unificare a fost Biserica poloneză, care a rămas o singură provincie ecleziastică de-a lungul perioadei de fragmentare. Arhiepiscopul Jakub Świnka de Gniezno a fost susținătorul reunificării Poloniei, efectuând ceremonii de încoronare atât pentru Przemysl al II-lea cât și pentru Venceslau al II-lea.

## Secolul al XIV-lea

### Reunirea regatului de către ultimii conducători ai familiei Piast

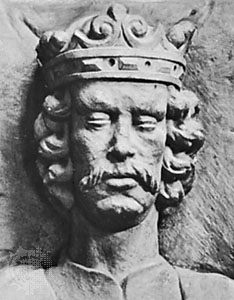
Vladislav I cel Scurt în Catedrala Wawel, Cracovia

Vladislav I cel Scurt și fiul său, Cazimir cel Mare au fost ultimii doi conducători din dinastia Piast în Regatul unificat al Poloniei, în secolul al XIV-lea. Regula lor nu urmărea revenirea la statul polonez care a existat înainte de perioada de fragmentare, din cauza pierderii de coeziune internă și a integrității teritoriale. Prinții Piast au rămas puternici și pentru motive economice și culturale. Regatul a pierdut Pomerania și Silezia, cel mai dezvoltat și important punct economic al Poloniei originale, care a lăsat jumătate din populația poloneză în afara granițelor Regatului. Pierderile din vest au avut de-a face cu efectul de unificare întreprins de către ducii Piast Silezia și cu procesele de expansiune germane. Acestea au inclus Principatele Piast în curs de dezvoltare, depinzând de structurile politice germane. Vistula era controlată de Ordinul Teutonic. Masovia nu a fost încorporată în totalitate în statul polonez. Cazimir a stabilizat frontierele de vest și de nord, a încercat să-și recupereze o parte din teritoriile pierdute, iar parțial, a compensat pierderile cu noua sa expansiune în est. 

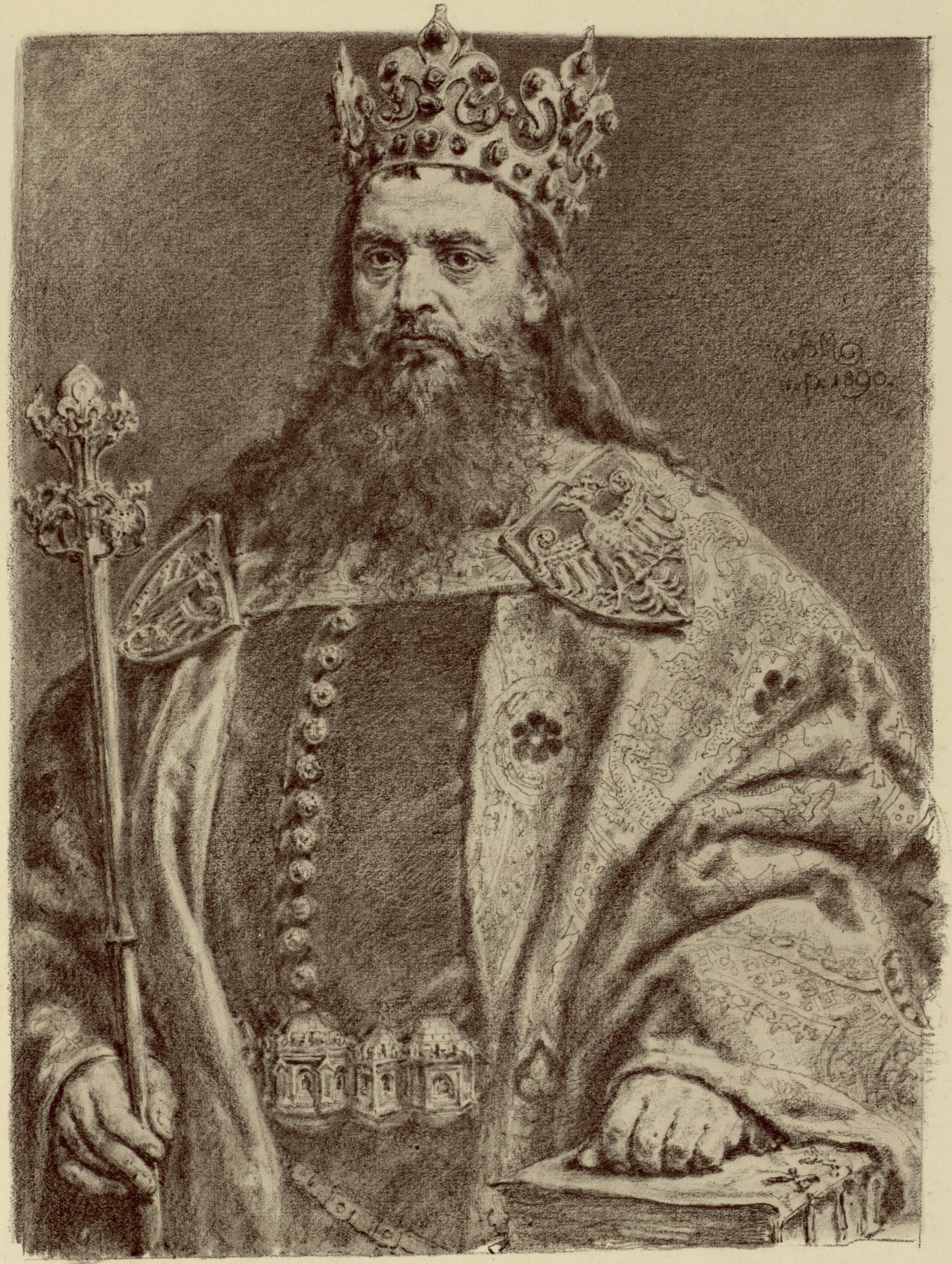
Cazimir cel Mare pictat de Jan Matejko

Din secolul al XIV-lea, Polonia a cunoscut o perioadă de dezvoltare economică accelerată și de creștere a prosperității. Acestea au inclus, extinderea și modernizarea așezărilor agricole, dezvoltarea orașelor și rolul lor tot mai mare în creștere comerțului și mineritului. O mare reformă monetară a fost pusă în aplicare în timpul domniei lui Cazimir al III-lea.
În 1264, Ducele Bolislau cel Pios al Poloniei Mari a acordat statutul de Kalisz, care specifica o libertate largă (a practicilor religioase și în comerț) și a stabilit drepturile evreilor, creând un precedent juridic de protecție oficială de hărțuiri locale. Actul excepta, de asemenea, evreii de la sclavie sau iobăgie și a fost temelia viitoarei prosperități evreiești din Regatul polonez, urmată mai târziu de mai multe declarații legale. După o serie de expulzări a evreilor din Europa de Vest, comunitățile evreiești s-au stabilit la Cracovia, Kalisz și în alte părți din vestul și sudul Poloniei, în secolul al XIII-lea. Regele Cazimir a primit refugiații evrei din Germania în 1349, a ajutat la accelerarea extinderii evreilor în Polonia,  care avea să continue până în cel de-al Doilea Război Mondial. 

### Vladislav I cel Scurt (1305-1333)
Vladislav I cel Scurt care era un duce din familia Piast din Kuyavia, a dus o luptă cu adversarii puternici, pe tot parcursul vieții. Când Vladislav a murit ca rege al Poloniei parțial unită, el a părăsit regatul într-o situație precară. Deși zona de sub controlul regelui Vladislav a fost limitată lăsând multe alte probleme rămăseseră nerezolvate, Vladislav a salvat existenta Poloniei ca stat.
Susținut de către aliații săi din Ungaria, Vladislav s-a întors din exil și l-a provocat pe Venceslau al II-lea, iar după moartea sa, pe Venceslau al III-lea, în 1304-1036. Asasinarea lui Vaclav al III-lea a dus la finalizarea dinastiei Přemyslid și a implicării lor în Polonia. Ulterior, Vladislav a preluat Polonia Mică, a intrat în Cracovia de unde a preluat terenurile din nord. În 1308, Pomerania a fost cucerită de statul Brandenburg. Într-un efort de recuperare, Vladislav a fost de acord să ceară ajutorul Cavalerilor Teutoni; cavalerii au preluat brutal regiunea Gdańsk Pomerania și au păstrat-o pentru ei.
În 1313-1314, Vladislav a cucerit Polonia Mare. În 1320, Vladislav a devenit regele Poloniei, însă nu a fost încoronat la Gnieznot, ci în Catedrala Wawel din Cracovia. Încoronarea a fost acordată de către Papa Ioan al XXII-lea, în ciuda opunerii lui Ioan de Boemia, care pretindea coroana ploneză. Ioan a întreprins în 1327, o expediție spre Cracovia, însă a fost obligat să abandoneze; în 1328, a purtat o cruciadă împotriva Lituaniei în care a formalizat o alianță cu Ordinul Cavalerilor Teutoni. Ordinul a purtat un război cu Plonia din 1327 până în 1332; Cavalerii au capturat regiunea Dobrzyń și Kujawy. Vladislav a fost ajutat de alianța sa cu Ungaria (fiica sa Elisabeta se căsătorise cu regele Carol Robert în 1320) și cu Lituania (semnarea pactului împotriva statului teuton în 1325 și căsătoria fiului său Cazimir cu fiica unui conducător Lituanian) iar din 1329, printr-un acord de pace cu Brandenburg. O realizare de durată a lui Ioan de Luxemburg (și cea mai mare pierdere a Poloniei) a fost forțarea mai multor principate să se alieze (1327-1329). 

### Cazimir al III-lea cel Mare (1333-1370)

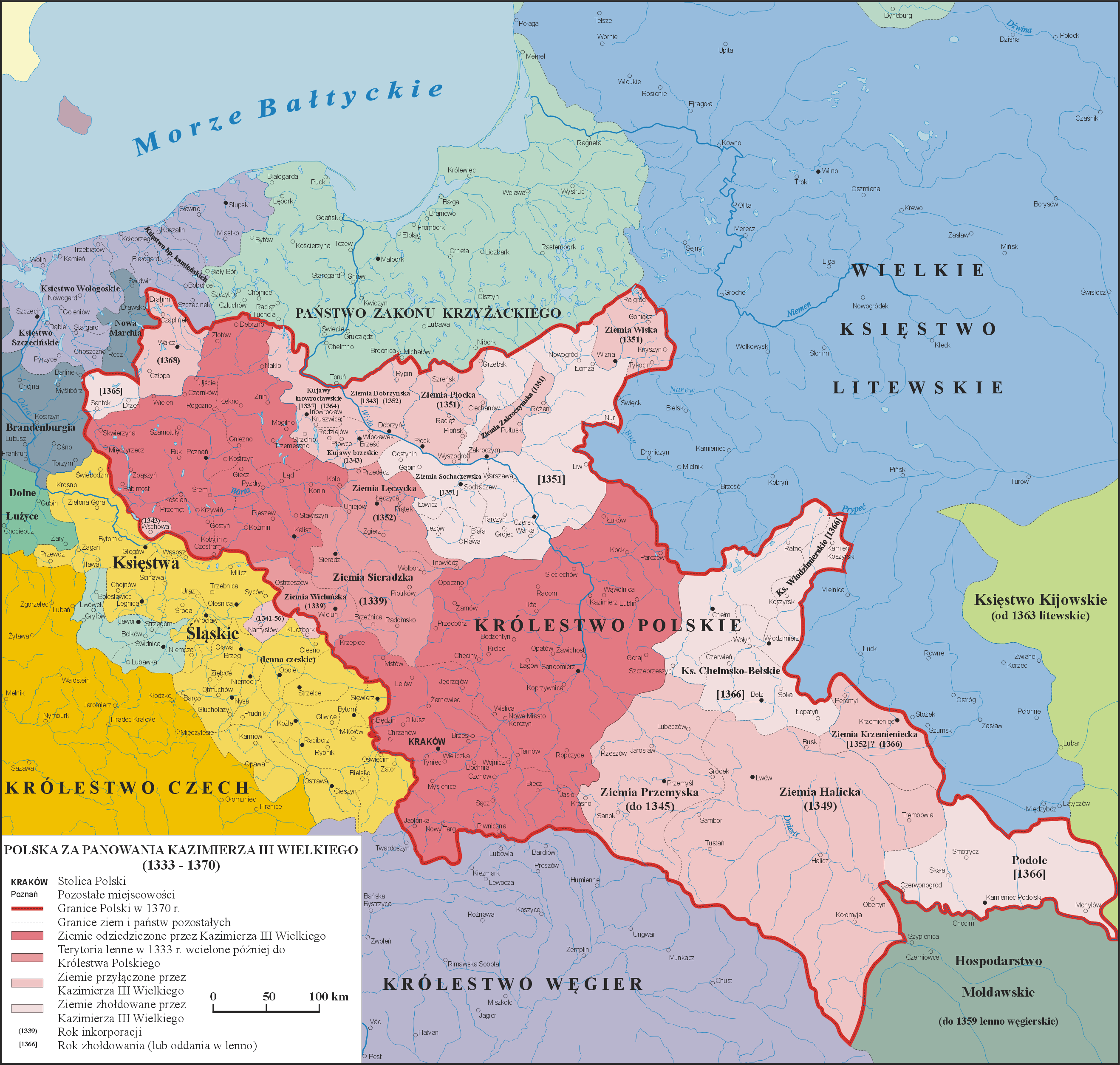
Polonia, la sfârșitul domniei lui Cazimir al III-lea cel Mare (1370); Silezia (cu galben) a fost pierdută și regatul se extindea spre est.

După moartea tatălui său, Cazimir în vârstă de 23 de ani, a devenit regele Ploniei, cunoscut mai târziu sub numele de Cazmir cel Mare. Spre deosebire de tatăl său, noul rege a avut o înclinație pentru greutățile vieții militarilor. Încă de la început, Cazimir a acționat cu prudență, câștigând în 1335 cererile lui Ioan la tronul polonez. În 1343, Cazimir a stabilit mai multe dispute la nivel înalt cu Ordinul Teutonic asupra unui compromis teritorial, ducând la Tratatul de la Kalisz, un tratat de pace care a încheiat Războiul Polonezo-Teutonic din 1326-1332. Regiunile Dobrzyń și Kuyavia au fost recuperate de Cazimir. 
La acea vreme, Polonia a început să se extindă spre est iar printr-o serie de campanii militare între 1340 și 1366, Cazimir a anexat zona Halici-Volodymyr de Rus. Orașul Lviv a atras noi veniți de diferite naționalități, și i s-a acordat drepturi municipale în 1356, începând să fie primul centru polonez în mijlocul unei populații ortodoxe. Susținut de Ungaria, regele polonez a promis tronul polonez casei maghiare, în cazul în care acesta va muri fără moștenitori de sex masculin.
Cazimir, care în 1339 a renunțat oficial la drepturile sale asupra mai multor principate, a încercat fără succes să le recupereze, prin efectuarea unor activități militare împotriva Luxemburgului, între 1343 și 1348, apoi a încercat blocarea separării Sileziei de Arhiepiscopia Gniezno a lui Carol al IV-lea.
Aliat cu Danemarca și Pomerania de Vest, Cazimir a fost capabil să impună unele corecturi la frontiera de vest. În 1365, Drezdenko și Santok au devenit feuda Poloniei, în timp ce districtul Walcz a fost luat în 1368, rupând legătura dintre Brandenburg și teutoni și conectând Plonia de Pomerania.
Cazimir cel Mare consolidat în mod considerabil poziția țării în ambele afaceri externe și interne. Pe plan intern, el a integrat și centralizat statul polonez și a ajutat la dezvoltarea limitelor Coroanei Regatului Polonez. A stabilit și consolidat instituțiile regale (cum ar fi trezoreria de stat). Pe plan extern, regele polonez a fost foarte activ diplomatic, încheind contacte strânse cu alți conducători din Europa și apărând interesul național polonez. 

## Conducători ai Poloniei din dinastia Piast
Înainte de 1138
- Siemowit
- Lestko
- Siemomysł
- Mieszko I
- Boleslav I cel Viteaz
- Mieszko al II-lea Lambert
- Bezprym
- Mieszko al II-lea Lambert (a doua oară)
- Cazimir Restauratorul
- Boleslav cel Crud
- Vladislav I Herman
- Zbigniew
- Bloleslav Gură Strâmbă

Perioada de fragmentare (cneji supremi)
- Vladislav al II-lea Exilatul
- Boleslav cel Creț
- Mieszko cel Bătrân
- Cazimir cel Drept
- Leszek I cel Alb
- Vladislav Picioare Groase
- Vladislav Odonic
- Mieszko Picioare Zgomotoase
- Conrad I
- Henric I cel Bărbos
- Henric al II-lea cel Pios
- Boleslav al V-lea cel Sfios
- Leszek al II-lea cel Negru
- Henric al IV-lea cel Drept
- Przemysł al II-lea

Dinastia Přemyslovec
- Venceslau al II-lea Cehul
- Venceslau al III-lea Cehul

După fragmentare
- Vladislav I cel Scurt
- Cazimir al III-lea cel Mare